# Jersey club
Jersey club (originalmente denominado como Brick City club) es un subgénero de música electrónica originario de la ciudad de Newark, Nueva Jersey en Estados Unidos.
Surgió a principios de la década de los 2000, siendo los pioneros el productor DJ Tameil y otros miembros del grupo de Brick Bandits quienes se basaron en la llamativa mezcla de house y hip hop que ya se encontraba en la escena del Baltimore club. 
Otros productores mucho más jóvenes impulsaron más el avance y alcance de este subgénero a fines de la década de los 2000.
De manera similar a como es Baltimore club, Jersey club se distingue por ser un subgénero agresivo que se define por un ritmo rápido, y "que rebota", patrones similares, con tempos cercanos a 130-140 BPM, pero un uso más prominente de staccato, técnicas como muestras de audio secuenciadas y patrones de triplete.
Muy a menudo se utilizan mezclas de canciones populares de rap y R&B. Se suele acompañar de bailes frenéticos y competitivos que se han vuelto conocidos mundialmente a través de videos virales en redes sociales.

## Estilo y características
El Jersey club se ha descrito como un tipo de "música de baile rápida y agresiva" que tiene sus raíces en la fusión de la música house y el hip hop que se ha llevado a cabo en la escena del Baltimore club, Pero en comparación con el Baltimore club, los productores de Jersey dan prioridad a bombos más duros, más pesados y muestras de audio más cortadas. El distintivo "rebote" del subgénero es el resultado del patrón de percusión de triplete que deriva del ritmo del tema "Dikkontrol" de Tapp.
Los sonidos de bajo pesado 808 y los breakbeats muestreados de la canción "Think (About It)" de la artista Lyn Collins se utilizan muy comúnmente, así como diferentes referencias sobre la cultura pop estadounidense. Los programas de audio utilizados de forma generalizada son Sony Acid Pro y FL Studio .
Los productores suelen utilizar en sus producciones "tripletes de bombo y clips vocales que animan a bailar, o muestras de audio secuenciadas y troceadas de las canciones más escuchadas y populares de rap y R&B ", El miembro de Brick Bandits, Dirty South Joe, comentó que "las voces se cortan, se fragmentan y se superponen sobre bombos de bajos 808 pesados para deconstruir el material de origen y volver a trabajarlo para la pista de baile". También dijo que el ritmo es "agresivo, pero melódico y sexy". Billboard lo describió como "Es genial. Este es el material de los himnos del Jersey Club. Es un estilo de alta energía que te agarra por el cuello y te tira al suelo. Es un sonido diseñado para hacerte sudar", añadiendo que el sonido es  "repetitivo y ruidoso [. . ]  Aterriza sobre algún lugar entre el vogue que hay en Nueva York y el juke de Chicago con un poco de lo desagradable del Miami bass". DJ Sliink lo resume como: "una versión más urbana de la música dance con voces troceadas y breaks".

## Historia

### Orígenes: 1999–2002
El house de Chicago fue popular en la escena club de la ciudad de Newark en los 1990, donde era llamado de forma generalizada como "música de club". En el año 1999, canciones de Baltimore club como "Dikkontrol" de Tapp tuvieron mucha influencia, y Disc-Jockeys como Nix In The Mix, Mustafah, Torry T y Mista Quietman ayudaron a introducir este tipo de sonido en Nueva Jersey.
DJ Tameil, quién además ya era conocido por sus mixtapes de house cuando era adolescente, estableció conexiones con la escena de Baltimore a través de Bernie Rabinowitz, dueño de la disquera Music Liberated; fue presentado a estrellas de Baltimore como DJ Technics y Rod Lee. Tameil no utilizó de artistas en sus mezclas, lo que dificulta que se identifiquen sus fuentes. Comenzó a tocar discos de Baltimore en fiestas de adolescentes y clubes en el área del centro de Newark.

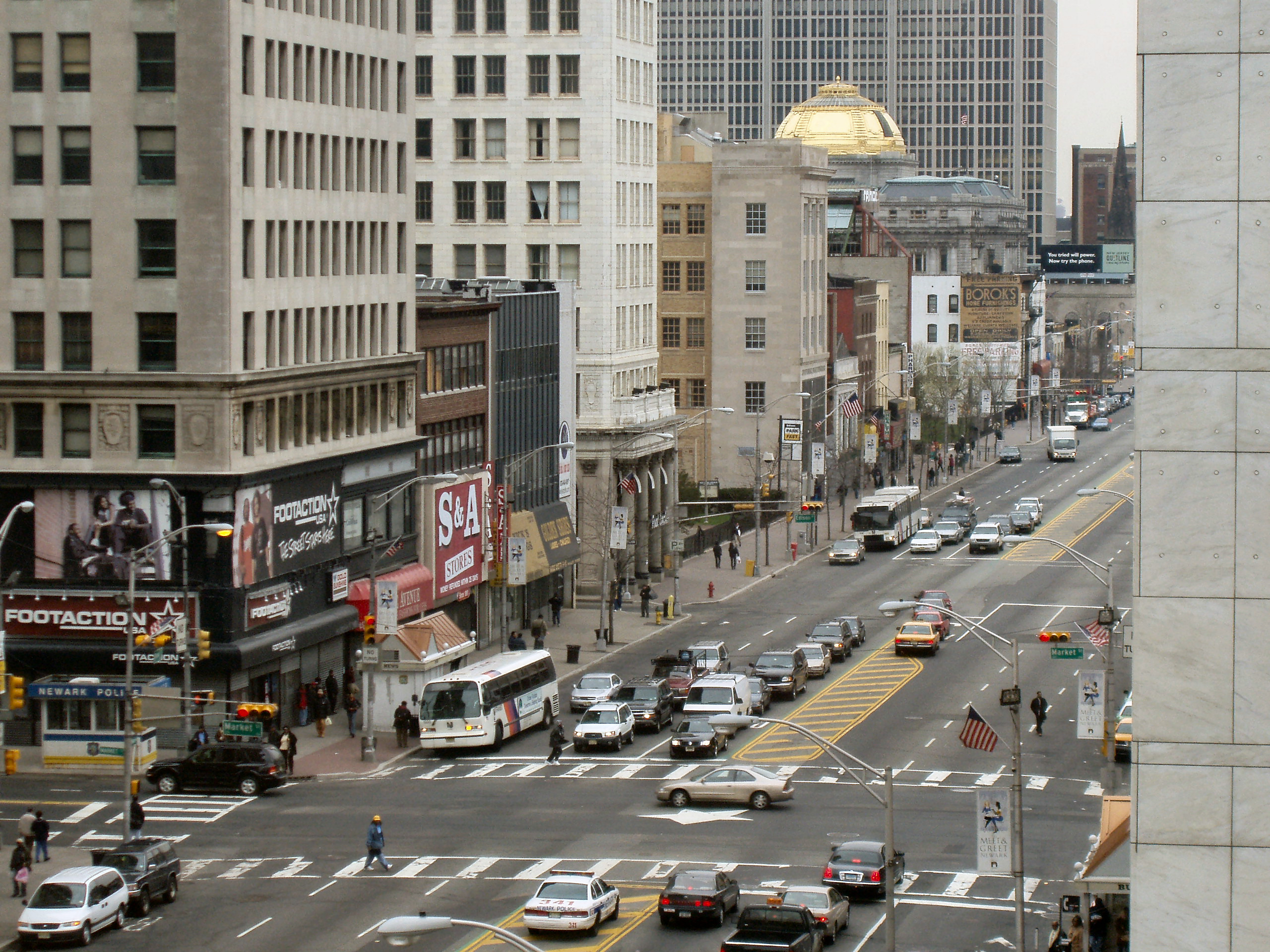
Broad Street en el centro de Newark, donde DJ Tameil vendía sus CD grabados.

Tameil fue de los primeros artistas de Jersey en producir sus propias pistas, en 2001 lanzó a la venta el EP Dat Butt, en su propio sello titulado Anthrax Records.
Una semana más tarde, el grupo de Newark The OG también lanzó un EP titulado Official Ghetto Style.
Tameil comenzó a grabar sus propios CD y los vendía en Broad Street en Newark. Mientras tanto, los DJs Tim Dolla y Mike V también se sumaron a producir sus propias pistas como los Brick Bandits para así competir con el monopolio dirigido por Tameil. Hubo conflictos pero Tameil se uniría más tarde al grupo,
El nombre inicial del subgénero, "Brick City club" que era utilizado en 2002 hace referencia al apodo que recibe la ciudad de Newark "Brick City" ("Ciudad de ladrilllo" en inglés).
No fue hasta que Bernie Rabinowitz falleció y los constantes lanzamientos de temas que había en la escena de Baltimore en Nueva Jersey empezó a caer en picado, y con ello dejando que los artistas de Jersey desarrollaran su propia escena.
Las fiestas en clubes, organizadas principalmente en salones de baile, comenzaron a surgir en Newark y los suburbios vecinos, como East Orange e Irvington .
A pesar de que en la ciudad había violencia y conflictos, se sabía que las fiestas organizadas por Brick Bandits o en la pista de patinaje que pertenecía a Branch Brook eran espacios seguros para los niños.

### Desarrollo regional: 2003–2009
Muchos productores jóvenes de Newark en 2003 abandonaron la escena para dedicarse a la universidad o al trabajo, lo que conllevó a que en ese año hubiese muy pocos productores activos y a que el género se expandiera y moviera más hacia otras ubicaciones, Alrededor de 2005, una generación mucho más joven comenzó a resurgir junto a estos productores, con grupos como los Partyhoppers de la ciudad vecina de Elizabeth, Nueva Jersey, inicialmente discutiendo y luego uniéndose a Brick Bandits. Durante este periodo de tiempo, el nombre del género cambió a "Jersey club" para que tenga en cuenta su expansión más allá del área de Newark, ya que la creciente popularidad en los campus universitarios y el éxito del Baltimore Club popularizaron la escena en Internet.
El estilo de Jersey fue variando y abriendose camino a DJ-productores más jóvenes como Nadus, Sliink, Jayhood y R3LL que pronto comenzarían a ser reconocidos.
R3LL, entonces estudiante de secundaria, se hizo conocido por ser promotor de fiestas y luego difundió la música en los campus universitarios del norte de Jersey.
Alrededor de 2007, la ciudad de Filadelfia también se sumó a desarrollar su propia escena club influenciada por la que había ya en Jersey.
Alrededor de 2008, el género comenzó a recibir difusión en las principales estaciones de radio de rap y R&B en la ciudad de Nueva York como Hot 97 y Power 105.
La escena dio un giro hacia el baile competitivo y las batallas de bailes se convirtieron en una parte central e importante de la cultura siendo inspirado por el tema "Go Silly" de DJ Fresh.
El popular tema de Tim Dolla, "Swing Dat", junto a temas posteriores de DJ Fresh, "Patty Cake" de Jayhood y "Get Downtown" de DJ Tone Dafire Marshal. "Se hicieron virales a través de YouTube".

### Atención internacional: 2010-presente
Para el año 2010, habían bastantes artistas de música electrónica de escenas totalmente diferentes que estaban siendo influenciados por el sonido llamativo del Jersey Club, como los productores noruegos Cashmere Cat o Lido. Productores de LA club, productores de “festival trap” y productores de EDM con el apoyo de Mad Decent y Skrillex.
Las preocupaciones sobre la apropiación del estilo o del sonido del Jersey Club se han vuelto muy frecuentes, con gente privilegiada de otros lugares ajenos a Jersey utilizando el sonido para conseguir más contrataciones y audiencia. La cantante de R&B Ciara, en su sencillo "Level Up", utiliza la misma estructura de ritmo del Jersey Club. Para el sencillo de DJ Khaled "To the Max", DJ Jayhood afirma que DJ Khaled se inspiró en su sencillo "HeartBroken". 
El Jersey Club también desempeñó un papel esencial a principios y mediados de la década de 2010 en el desarrollo de géneros de dance experimental, como por ejemplo el club deconstruido. Se ha convertido en un elemento importante de la escena de fiestas alternativas de Nueva York y se han tocado en fiestas clandestinas como GHE20G0TH1K, que sirvió como base esencial para el desarrollo del sonido del club deconstruido.
El subgénero se ha vuelto popular en Internet alrededor del mundo y en sitios totalmente distantes como Nueva Zelanda o Europa debido a plataformas de streaming de música y redes sociales como por ejemplo SoundCloud, YouTube o Vine, Mientras tanto, DJs nativos de Jersey como Uniiqu3 y DJ Sliink han lanzado el género hacia audiencias internacionales, fiestas tipo rave como #THREAD de DJ Nadus y #135 de Uniiqu3 han incorporado formatos más diversos de música club. Uniiqu3 comenzó a pinchar en 2009 a los 18 años, y era la única DJ femenina en la escena del Jersey Club, hoy en día se ha diversificado más el género y productoras como Kayy Drizz y So Dellirious. En diciembre de 2014, Newark fue sede de los premios Jersey Club para honrar a los artistas de la escena. En 2019, Uniiqu3 comenzó la serie de fiestas PBNJ que reunió a artistas de Filadelfia, Baltimore y Nueva Jersey.
En 2019, la canción "It's Time" del artista Unicorn, conocido como Killa Kherk Cobain, trasladó el sonido del Jersey Club orientado hacia el hip-hop mainstream y popular en su debut en el Summer Jam Concert de 2019, Unicorn es acreditado por ser la primera persona en rapear en un tema de Jersey Club en su colaboración con el difunto DJ K-Swift, "Tote It Remix" del año 2007, La revista Spin Magazine describió en uno de sus artículos sobre la fusión de trap-rap, música house y el Jersey Club de Killa Kherk Cobain como "el lado menos inocente de la escena". Kherk y su productor DJ Fade (un colectivo musical conocido como "Jersey Gods") desde entonces han trabajado como base sobre una fusión de Jersey Club/Hip Hop a artistas de grabación mainstream y populares, como Pop Smoke, Fivio Foreign, Chris Brown y Swizz Beats ,
La canción "Vibe" de la artista femenina Cookiee Kawaii lanzada en el año 2020 fue una sensación viral  y provocó la atención de todo el mundo en la red social TikTok.
En septiembre de 2021, Uniiqu3 utilizó su sencillo "Microdosing" como banda sonora para la colección de pasarela Versace x Fendi "Fendaci", En 2022, Drake lanzó su séptimo álbum de estudio Honestly, Nevermind, que contiene la canción "Currents". el tema, muy influenciado por el Jersey Club, también incluye el característico sonido del chirrido de cama del artista Some Cut que es muy frecuentemente utilizada en el Jersey Club. El tema "Sticky" del mismo álbum, utiliza el patrón de bombo de cinco tiempos del Baltimore Club.
En 2022, Lil Uzi Vert lanzó "Just Wanna Rock", un tema de Jersey Club que se volvió un éxito viral en todas las redes sociales, incluidas TikTok y Twitter, y desde entonces se ubicó en el número 10 en el Billboard Hot 100 .
En 2023, Kendrick Lamar junto a Baby Keem, lanzaron "The Hillbillies" ésta fue presentada en el canal de pgLang, en YouTube.
A mediados del 2023, el artista Bad Bunny lanza su sencillo "Where She Goes" junto a un video musical, en el cual se utiliza un ritmo de Jersey Club y una mezcla con ritmos de Dembow latino, dando un impulso extra a la cultura del Jersey Club en las comunidades hispanas donde no era tan popular o se desconocía.

## Cultura del baile
El énfasis y la importancia en el acompañamiento del baile es un elemento importante en la cultura del Jersey Club, así se demuestra en las presentaciones en eventos centrados en los clubes llevados a cabo en la ciudad de Jersey, incluido en el evento anual Festival Highlights del condado de Essex.
El Running Man Challenge de 2016, fue un meme viral en él, los participantes compartían clips cortos de ellos realizando un baile parecido a correr con la canción de 1996 "My Boo" de Ghost Town DJ's, se basó en movimientos conocidos del Jersey Club. Los videos originales fueron publicados en la plataforma de Vine por estudiantes de instituto de Hillside, Newark.